# Tobias Jänicke
Tobias Jänicke (* 16. März 1989 in Neubrandenburg) ist ein deutscher Fußballspieler, der als beidfüßiger Offensivspieler vor allem auf den Außenpositionen im Mittelfeld eingesetzt wird.

## Karriere

### Jugend in Neubrandenburg und Rostock
Der Mittelfeldspieler Jänicke begann seine fußballerische Laufbahn ab 1994 in seinem Heimatort bei SV Tollense Neubrandenburg, der 1999 im FC Tollense Neubrandenburg aufging. 2003 wechselte Jänicke in die Jugendabteilung von Hansa Rostock, bei dem er zunächst in der C-Jugend spielte.
Ab 2004 spielte Jänicke als B-Jugendlicher mit Hansa in der B-Jugend-Regionalliga unter Trainer Thomas Finck. Als Vizemeister ihrer Staffel erreichte die Mannschaft dabei die Endrunde um die Meisterschaft der B-Junioren 2005, unterlag dort allerdings im Finale dem Hertha BSC. Nachfolgend spielte Jänicke noch ein weiteres Jahr für Hansas B-Jugend in der Regionalliga, wobei die Mannschaft erneut Vizemeister ihrer Staffel wurde, in der Endrunde 2006 aber vorzeitig ausschied. Vereinzelt wurde Jänicke in dieser Zeit aber auch schon für Hansas A-Jugend aufgeboten, die in der Saison 2005/06 in der A-Junioren-Bundesliga spielte. 2006/07 und 2007/08 gehörte Jänicke dann auch altersgemäß der Rostocker A-Jugend an, so dass er schließlich insgesamt 41 Partien in der höchsten A-Jugend-Spielklasse absolvierte.

### Jänicke bei Hansa Rostock
Noch als A-Jugendlicher war Jänicke in der Saison 2007/08 der Oberliga Nordost auch in den Herrenbereich aufgerückt und hatte für Hansas Zweitvertretung, die nun ihrerseits von Thomas Finck trainiert wurde, drei Tore in 22 Einsätzen erzielt. Damit hatte er erheblichen Anteil am Aufstieg der Rostocker in die infolge der Einführung einer 3. Liga ab 2008/09 nur noch viertklassige Regionalliga.
In der Vorbereitung zur Saison 2008/09 der 2. Bundesliga, in die Hansas erste Mannschaft im Sommer 2008 abgestiegen war, profitierte Jänicke von Verletzungen anderer Spieler und nahm am Trainingslager der Lizenzmannschaft teil, wo er sich mit guten Leistungen für eine Beförderung zur von Frank Pagelsdorf trainierten ersten Mannschaft empfahl. Er kam jedoch weiterhin ausschließlich für Hansas Zweitvertretung in der Regionalliga zum Einsatz und wurde Ende September 2008 wieder gänzlich in die zweite Mannschaft zurückversetzt. Mit dieser gelang ihm daraufhin der Klassenerhalt in der Regionalliga, wodurch sich Jänicke erneut für die Rostocker Lizenzmannschaft empfahl.
Unter dem mittlerweile als Hansa-Trainer fungierenden Andreas Zachhuber absolvierte Jänicke die Vorbereitung auf die Zweitliga-Saison 2009/10 und bestritt am 31. Juli 2009 sein Pflichtspieldebüt für Rostocks Lizenzmannschaft in der ersten Runde des DFB-Pokals 2009/10. Nachfolgend verlängerte Jänicke seinen Vertrag beim FC Hansa zunächst bis 2011 und entwickelte sich zum Stammspieler in Rostocks Profiteam, für das er 2009/10 vier Tore in 30 Zweitliga-Spielen erzielte. Zudem konnte sich Jänicke durch seine Leistungen in Rostock auch für die U-20-Nationalmannschaft empfehlen, für die er am 7. April 2010 gegen Italien debütierte. Mit Hansa belegte er zum Saisonende jedoch den 16. Tabellenplatz, welcher zu zwei Relegationsspielen gegen Ingolstadt verpflichtete. Diese verlor Rostock und stieg somit erstmals in der Vereinsgeschichte in die 3. Liga ab, weshalb auch Jänickes Vertrag seine Gültigkeit verlor.
Jänicke unterschrieb daraufhin einen neuen Ein-Jahres-Vertrag für die Spielzeit 2010/11 und etablierte sich mit 37 von 38 möglichen Spielen und neun Toren als Leistungsträger im Mittelfeld der Hansa, wodurch er im August auch zum Spieler des Monats der dritten Liga gewählt wurde. Schließlich erreichte Hansa unter Trainer Peter Vollmann den direkten Wiederaufstieg als Zweiter der Abschlusstabelle, woran auch Jänicke maßgeblichen Anteil gehabt und so das Interesse verschiedener Bundesligisten auf sich gezogen hatte. Dennoch verlängerte Jänicke seinen Vertrag bei Hansa bald darauf um zwei weitere Jahre bis zum Sommer 2013. Zusätzlich gewann Jänicke in dieser Spielzeit mit Hansa den Landespokal Mecklenburg-Vorpommern.
Für die Zweitliga-Saison 2011/12 galt Jänicke daraufhin als designierter Leistungsträger im Rostocker Team, konnte seine Leistungen aus der Vorsaison aber nicht mehr wiederholen. Zwar bestritt Jänicke mit 32 Saisonspielen die meisten Einsätze aller Hansa-Spieler, doch absolvierte er lediglich neun dieser Einsätze auch über die volle Spielzeit. Dabei war Jänicke unter Vollmann anfangs noch Stammspieler gewesen, nach dem ersten Saisonviertel kam er aber immer öfter lediglich als Einwechselspieler zum Einsatz. Nachdem Rostock nach Abschluss der Hinrunde aufgrund des drohenden Wiederabstiegs Trainer Vollmann durch Wolfgang Wolf ersetzt hatte, setzte dieser ihn wieder vermehrt in der Startaufstellung ein, verzichtete im schließlich den erneuten Abstieg besiegelnden Spiel gegen Union Berlin am vorletzten Spieltag aber schließlich gänzlich auf Jänickes Mitwirkung. Infolge des Abstiegs verlor Jänickes Vertrag mit Hansa abermals die Gültigkeit, doch erhielt er anders als zwei Jahre zuvor kein neuerliches Vertragsangebot.

### Wechsel zu Dynamo Dresden
Im Juli 2012 absolvierte Jänicke ein Probetraining beim von Benno Möhlmann trainierten Zweitligisten FSV Frankfurt, das jedoch nicht zur Verpflichtung des Spielers durch den hessischen Verein führte. Ende August 2012 unterschrieb Jänicke daraufhin einen Zweijahresvertrag bei Dynamo Dresden, die in der Spielzeit 2012/13 unter Trainer Ralf Loose ebenfalls an der 2. Bundesliga teilnimmt.

### Abschied aus Dresden und Wechsel zum SV Wehen Wiesbaden
Nach nur einer Saison mit 19 Spielen gab Jänicke bekannt, dass er Dynamo Dresden zum Ende der Saison 2012/13 ablösefrei verlassen und sich dem SV Wehen Wiesbaden anschließen werde. Bei dem Drittligisten war er als Stammspieler gesetzt; in seiner ersten Saison absolvierte er 37 Ligaspiele und erzielte dabei zehn Tore. Die Spielzeit 2013/14 schloss Wehen Wiesbaden auf dem vierten Platz ab, allerdings mit deutlichen Punkteabstand zu den Aufstiegsrängen. In der Folgesaison 2014/15 kam Jänicke auf acht Tore, die Mannschaft – nach einer guten Hinrunde und zwischenzeitlicher Tabellenführung – schwächelte allerdings in der Rückrunde und landete im Mittelfeld.

### Rückkehr zu Hansa Rostock
Nach zwei Jahren beim SV Wehen Wiesbaden entschloss sich Jänicke den Verein wieder zu verlassen. Er vollzog einen Wechsel innerhalb der Liga und kehrte zurück zu seinem Jugendverein Hansa Rostock. Dort unterschrieb er einen Kontrakt bis 30. Juni 2018. Dieser jedoch, unter Stillschweigen beider Seiten, wurde im Juni 2017 vorzeitig aufgelöst und Jänicke und Hansa gingen getrennte Wege. Jänicke absolvierte in seiner Laufbahn als Fußballer für die Kogge insgesamt 175 Pflichtspiele und erzielte zusammen 26 Treffer für Rostock.

### Wechsel zum 1. FC Saarbrücken
Nach seinem Abschied bei Hansa Rostock schloss sich Jänicke im Juli 2017 dem 1. FC Saarbrücken an. Sein zum Ende der Saison 2022/23 ausgelaufener Vertrag wurde nicht erneut verlängert. Für den 1. FCS absolvierte er 185 Liga-Partien, in denen er 24 Tore erzielte.

### Wechsel zum FK Pirmasens
Am 30. Januar 2024 unterschrieb Jänicke beim FK Pirmasens.

## Erfolge
Vereinserfolge
- Aufstieg in die 2. Bundesliga 2011 (mit Hansa Rostock)
- Aufstieg in die 3. Liga 2020 (mit dem 1. FC Saarbrücken)
- Meister der Regionalliga Südwest 2018, 2020 (mit dem 1. FC Saarbrücken)
- Landespokalsieger Mecklenburg-Vorpommern 2011, 2016 und 2017 (mit Hansa Rostock)
- Landespokalsieger Saarland 2019 (mit dem 1. FC Saarbrücken)

Persönliche Auszeichnungen
- 3. Liga-Spieler des Monats: August 2010
- 3. Liga-Spieler des 3. Spieltags 2015/2016
- 3. Liga-Spieler des 2. Spieltags 2016/2017

## Privates
Jänicke ist seit Juli 2012 Vater einer Tochter. Im November 2015 bekam Jänicke einen Sohn.